# Тенбридж (Чаттануга)
Тенбридж — железнодорожный мост через реку Теннесси в городе Чаттануга (штат Теннесси, США).

## Описание
Первый железнодорожный мост представлял собой конструкцию с центральным шарниром был построен около 1879—1880 годах. Размах поворотной конструкции составлял проблему для проведения навигации, что вызвало необходимость в его перестройке. В 1917 году он был заменён на вертикальный подъёмный пролёт, но подъёмные башни и механизмы не были установлены вплоть до 1920 года. Он остаётся очень загруженным в направлениях на Цинциннати, Новом Орлеане и Техасской тихоокеанской железной дороге, крупной дочерней компании Южной железной дороги Норфолка. Мост имеет два пути для движения через реку.
Длина основного пролёта моста составляет 310 футов (94 метра).
Мост является одним из трёх известных мест гнездования в Теннесси сапсанов, находящихся под угрозой исчезновения в штате Теннесси.